# Erwin Biegel
Erwin Friedrich Richard Biegel (* 25. März 1896 in Berlin; † 24. Mai 1954 in Berlin-Dahlem) war ein deutscher Schauspieler, Regisseur und Synchronsprecher.

## Leben
Erwin Biegel konnte auf eine langjährige Karriere beim Theater zurückblicken, als er Mitte der 1930er-Jahre als Nebendarsteller beim Film Fuß fasste. Zu seinen zahlreichen Filmen der 1930er-Jahre gehören Arzt aus Leidenschaft, Diener lassen bitten, Truxa, Fanny Elssler, Gasparone, Anna Favetti und Frau ohne Vergangenheit.
Während des Zweiten Weltkriegs folgten viele weitere Engagements in namhaften Produktionen wie Stern von Rio, Münchhausen, Die Feuerzangenbowle und Der Majoratsherr. Nach Kriegsende setzte Erwin Biegel seine Theater- und Filmlaufbahn bis kurz vor seinem Tod fort. Nachhaltig blieb sein Mitwirken an der Synchronisation von Disney-Filmen.
Erwin Biegel starb an einem Herzinfarkt und wurde in Berlin auf dem Friedhof Dahlem beigesetzt. Seine Grabstätte ist nach Ablauf der Ruhefrist 1979 aufgelassen worden.

## Filmografie (Auswahl)
- 1934: Zwei Genies
- 1934: Ich bin Du
- 1934: Die rosarote Brille
- 1935: Die selige Exzellenz
- 1935: Der junge Graf
- 1936: Ein seltsamer Gast
- 1936: Arzt aus Leidenschaft
- 1936: Der geheimnisvolle Mister X
- 1936: Diener lassen bitten
- 1936: Ein Lied klagt an
- 1936: Truxa
- 1936: Liebe geht seltsame Wege
- 1936: Wie der Hase läuft
- 1936: Sieben Ohrfeigen
- 1937: Unter Ausschluß der Öffentlichkeit
- 1937: Wenn du eine Schwiegermutter hast
- 1937: Gauner im Frack
- 1937: Fremdenheim Filoda
- 1937: Fanny Elßler
- 1937: Gasparone
- 1937: Der Besserwisser (Kurzfilm)
- 1937: Der andere Mann (Kurzfilm)
- 1938: Der Mann, der nicht nein sagen kann
- 1938: Revolutionshochzeit
- 1938: Es leuchten die Sterne
- 1938: Anna Favetti
- 1938: Andalusische Nächte
- 1938: Fortsetzung folgt
- 1938: Zwei Frauen
- 1938: Verliebtes Abenteuer
- 1939: Der grüne Kaiser
- 1939: Menschen vom Varieté
- 1939: Mann im Schrank (Kurzfilm)
- 1939: Robert und Bertram
- 1939: Die Frau ohne Vergangenheit
- 1939: Hochzeit mit Hindernissen
- 1939: Die goldene Maske
- 1939: Evtl. spätere Heirat nicht ausgeschlossen (Kurzfilm)
- 1939/41: Frauen sind doch bessere Diplomaten
- 1940: Rote Mühle
- 1940: Wenn Männer verreisen
- 1940: Seitensprünge
- 1940: Mädchen im Vorzimmer
- 1940: Meine Tochter tut das nicht
- 1940: Die Rothschilds
- 1940: Stern von Rio
- 1940: Die lustigen Vagabunden
- 1940: Der Kleinstadtpoet
- 1940: Wunschkonzert
- 1941: U-Boote westwärts!
- 1941: Sonntagskinder
- 1942: Meine Freundin Josefine
- 1943: Münchhausen
- 1943: Ich vertraue Dir meine Frau an
- 1943: Der Majoratsherr
- 1943: Die Gattin
- 1943: Großstadtmelodie
- 1943: Die beiden Schwestern
- 1943: Ein Mann für meine Frau
- 1943: Leichtes Blut
- 1943/46: Peter Voss, der Millionendieb
- 1944: Ein Schöner Tag
- 1944: Die Feuerzangenbowle
- 1944: Nora
- 1944: Meine vier Jungens
- 1944: Junge Herzen
- 1944: Meine Herren Söhne
- 1944/49: Der große Fall
- 1944/48: Das kleine Hofkonzert
- 1945: Die Jahre vergehen
- 1946: Sag’ die Wahrheit
- 1947: Razzia
- 1947: Herzkönig
- 1947: … und über uns der Himmel
- 1948: Die seltsamen Abenteuer des Herrn Fridolin B.
- 1948: Unser Mittwochabend
- 1948: Berliner Ballade
- 1949: Träum’ nicht, Annette!
- 1950: 0 Uhr 15 Zimmer 9
- 1950: Dr. Semmelweis – Retter der Mütter
- 1950: Erlebnis der Großen Liebe
- 1950: Epilog – Das Geheimnis der Orplid
- 1951: Torreani
- 1951: Schwarze Augen
- 1951: Alice im Wunderland
- 1952: Der bunte Traum
- 1952: Fritz und Friederike
- 1952: Wenn abends die Heide träumt
- 1953: Der keusche Josef
- 1953: So ein Affentheater
- 1953: Das tanzende Herz
- 1953: Schlagerparade
- 1953: Wenn am Sonntagabend die Dorfmusik spielt

## Theater

### Schauspieler
- 1930: Leon Jessel, August Neidhart: Schwarzwaldmädel (Wirt) – Regie: Adi Soltau (Schlosspark Theater Berlin)
- 1938: Karl Georg Külb: Das Mädchen von gestern Nacht – Regie: Rudolf Klein-Rogge (Komödienhaus Berlin)
- 1945: Curt Goetz: Hokuspokus (Theaterdirektor) – Regie: Boleslaw Barlog (Schlosspark Theater Berlin)
- 1947: Nikolai Gogol: Die Heirat (Podkolessin) – Regie: Boleslaw Barlog (Schlosspark Theater Berlin)
- 1947: William Shakespeare: Der Widerspenstigen Zähmung (Grumio) – Regie: Boleslaw Barlog (Schlosspark Theater Berlin)
- 1948: Carl Zuckmayer: Des Teufels General (Herr Detlev) – Regie: Boleslaw Barlog (Schlosspark Theater Berlin)
- 1948: Gotthold Ephraim Lessing: Minna von Barnhelm (Wirt) – Regie: Willi Schmidt (Schlosspark Theater Berlin)
- 1949: Bella Spewack, Sam Spewack: Glück in Hollywood (Autor) – Regie: Boleslaw Barlog (Schlosspark Theater Berlin)
- 1949: Jacques Deval: Wir armen Erdenbürger (Maurice) – Regie: Günther Rennert (Schlosspark Theater Berlin)
- 1950: William Shakespeare: Der Sturm – Regie: Lothar Müthel (Schlosspark Theater Berlin)
- 1950: André Gide, Jean-Louis Barrault nach Franz Kafka: Der Prozess – Regie: Willi Schmidt (Schlosspark Theater Berlin)
- 1951: Pierre Augustin Caron de Beaumarchais: Der tolle Tag oder Figaros Hochzeit (Dr. Bartolo) – Regie: Günther Rennert (Schiller Theater Berlin)
- 1951: Hans Rehfisch, Wilhelm Herzog: Die Affäre Dreyfus – Regie: Karl-Heinz Stroux (Schlosspark Theater Berlin)
- 1951: Jean-Paul Sartre: Der Teufel und der liebe Gott – Regie: Karl-Heinz Stroux (Schiller Theater Berlin)
- 1953: Stefan Barcava: Die Gefangenen – Regie: Rudolf Noelte (Schiller Theater Berlin)
- 1953: Jean Anouilh: Die Lerche – Regie: Leo Mittler (Schlosspark Theater Berlin)

### Regisseur
- 1925: Karl Riemann: Wie die Alten sungen (Schlosspark Theater Berlin)
- 1929: Ladislas Fodor: Arm wie eine Kirchenmaus (Schlosspark Theater Berlin)
- 1930: Carl Zuckmayer: Katharina Knie (Schlosspark Theater Berlin)
- 1930: Franz Molnár: Der Leibgardist (Schlosspark Theater Berlin)
- 1930: Hans Sturm: Wie fessele ich meinen Mann? (Schlosspark Theater Berlin)
- 1930: Max Neal, Max Ferner: Der müde Theodor (Schlosspark Theater Berlin)

## Hörspiele
- 1947: Curt Goetz: Hokuspokus – Regie: Hanns Farenburg (Berliner Rundfunk)
- 1948: George Bernard Shaw: Der Arzt am Scheideweg – Regie: Peter Bejach (Berliner Rundfunk)